# Boujdour
Boujdour (arabisch بوجدور, Zentralatlas-Tamazight ⴱⵓⵊⴷⵓⵔ Bujdur) ist die etwa 65.000 Einwohner (2024) zählende Hauptstadt der Provinz Boujdour in der von Marokko besetzten Region Laâyoune-Sakia El Hamra auf dem Gebiet der Westsahara.

## Lage und Klima
Boujdour liegt am Kap Bojador an der Atlantikküste etwa 830 km (Fahrtstrecke) südwestlich von Agadir. Die Regionalhauptstadt Laâyoune (El Aaiún) liegt etwa 170 km nordöstlich. Das Klima ist heiß und trocken; Regen fällt kaum.

## Bevölkerung
| Jahr      | 1982  | 1994   | 2004   | 2014   | 2024   |
| Einwohner | 8.481 | 15.167 | 36.843 | 42.651 | 65.381 |

Zu Beginn des 20. Jahrhunderts war Boujdour nur ein kleiner Fischerort mit etwa 1000 Einwohnern. Die größtenteils zugewanderte Bevölkerung besteht meist aus Angehörigen verschiedener Berberstämme aus dem Atlasgebirge; man spricht jedoch ganz überwiegend Marokkanisches Arabisch.

## Wirtschaft
Die Einwohner früherer Zeiten lebten hauptsächlich vom Fischfang und vom Karawanenhandel mit Subsahara-Afrika. Die Stationierung von Militär und die Einrichtung der Provinz Boujdour im Jahr 1976 schaffte ebenfalls Arbeitsplätze. Seit den 1990er Jahren spielt auch der Individualtourismus eine – wenn auch eher untergeordnete – Rolle im Wirtschaftsleben der Stadt.

## Geschichte
Das Kap Bojador bildete zur Zeit der portugiesischen Entdeckungsfahrten eine wichtige Landmarke, die lange Zeit für unpassierbar gehalten wurde und erst im Jahr 1434 durch Gil Eanes überwunden werden konnte. Die Gegend wurde seit den 1880er Jahren von Spanien verwaltet (siehe Spanisch-Sahara und Spanisch-Westafrika); in den Jahren 1975/76 zog Spanien seine hier stationierten Truppen ab – daraufhin besetzte Marokko die gesamte Region im Grünen Marsch und schuf kurz darauf neue Provinzen.

## Sehenswürdigkeiten
Die größtenteils neu erbaute Stadt verfügt über keinerlei historisch oder kulturell bedeutsame Sehenswürdigkeiten.